# Eaton's
The T. Eaton Company Limited, later bekend als Eaton's en daarna Eaton, was een Canadese warenhuisketen die ooit de grootste van het land was. Het werd in 1869 in Toronto opgericht door Timothy Eaton, een immigrant uit het huidige Noord-Ierland. Eaton's groeide uit tot een retail- en sociale instelling in Canada, met winkels door het hele land, inkoopkantoren over de hele wereld en een postordercatalogus die bij de meeste Canadezen thuis te vinden was. Veranderingen in de economie en de detailhandel eind twintigste eeuw leidden, in combinatie met wanbeheer, in 1999 tot het faillissement van de keten.
Eaton was een pionier op het gebied van diverse winkelinnovaties. In een tijdperk waarin het afdingen op goederen de norm was, verkondigde de keten: "Wij stellen verkopen onze producten alleen voor contant geld - Bij de verkoop van goederen hanteren wij slechts één prijs."  Daarnaast had het de lang bestaande slogan "Goods Satisfactory or Money Refunded."

## Geschiedenis

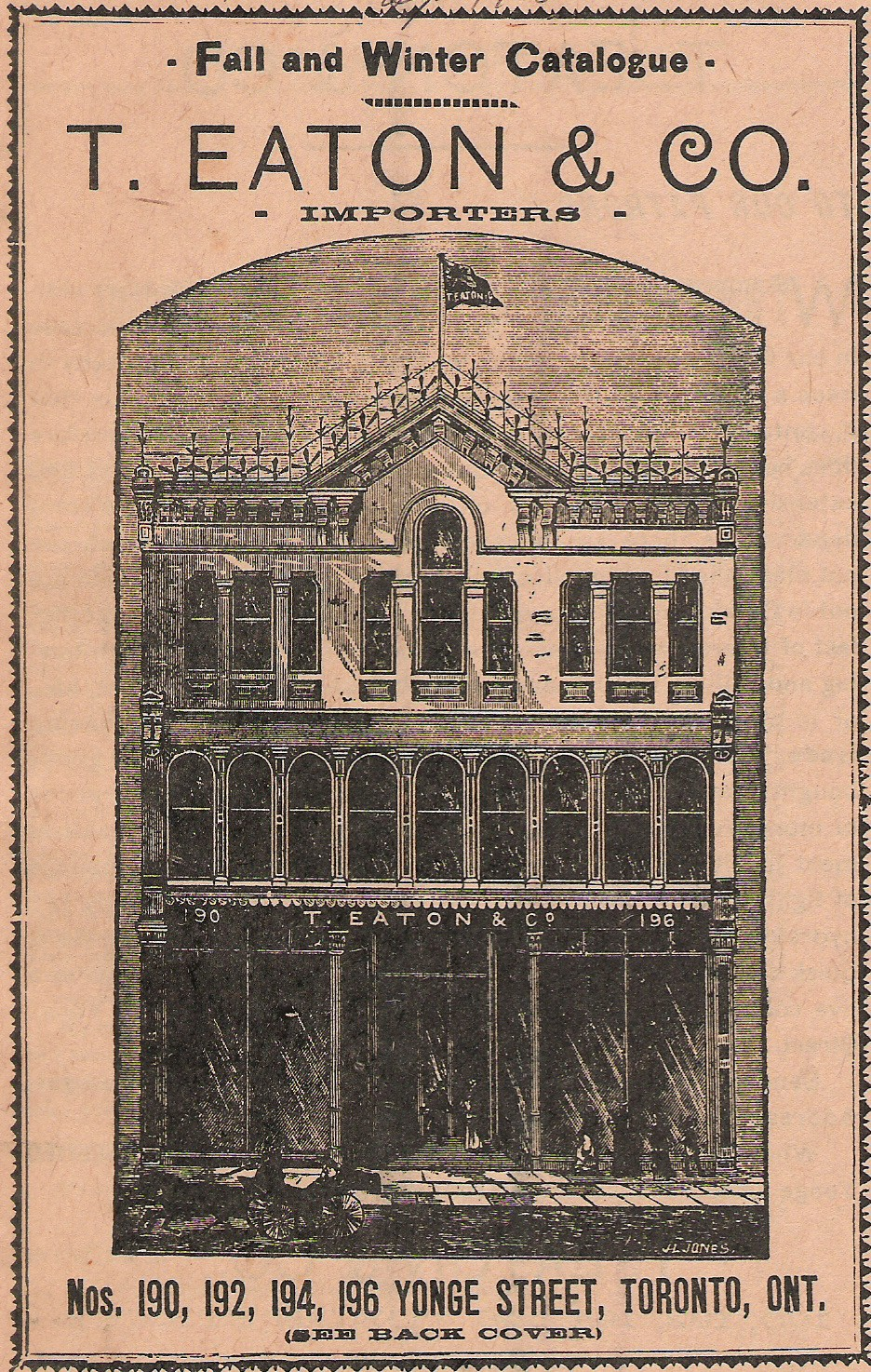
De omslag van de eerste Eaton-catalogus, gepubliceerd in 1884.

In 1869 verkocht Timothy Eaton zijn belang in een kleine winkel in textiel en fournituren in het marktstadje St. Marys in Ontario en kocht hij een winkel in textiel en fournituren op Yonge Street 178 in Toronto.
De eerste winkel was slechts 7,3 meter bij 18,3 meter groot, met twee etalagevensters, en lag op een behoorlijke afstand van Toronto's destijds modieuze winkelgebied King Street West. In het eerste jaar van de winkel, met Timothy Eaton als verantwoordelijke voor de inkoop van de goederen en vier personeelsleden, waren de verwachtingen laag dat een winkel zonder krediet en zonder afdingen succesvol zou zijn.
De zaak floreerde en Eaton verhuisde in augustus 1883 één blok naar het noorden, naar een veel groter pand op Yonge Street 190. De nieuwe winkel had de grootste ruiten in Toronto, de eerste elektrische verlichting in een Canadese winkel, drie volledige verdiepingen met 35 afdelingen en een lichtstraat die over de gehele lengte van de winkel liep. De eerste telefoon in de winkel, met telefoonnummer 370, werd in 1885 geïnstalleerd. In 1886 werd de eerste lift in een winkel in Toronto geïnstalleerd in de Eaton-winkel (hoewel alleen klanten die naar boven gingen, de lift mochten gebruiken, waardoor ze op hun weg naar beneden langs de verschillende etalages van de winkel moesten).
Eaton hield het huurcontract voor de lege winkel op Yonge Street 178 (nu Hudson's Bay Queen Street en ooit de thuisbasis van rivaal Eaton) aan tot het afliep in 1884 om de uitbreidingsplannen van een van zijn concurrenten, Robert Simpson, te vertragen. In de loop van de tijd groeide de concurrentie tussen de warenhuizen Simpson's en Eaton's, die tegenover elkaar stonden aan de overkant van Queen Street West, uit tot een van de grootste zakelijke rivaliteiten van Toronto. Het zebrapad op Queen Street West, net ten westen van de kruising met Yonge Street, was jarenlang een van de drukste in Canada. Duizenden mensen per dag winkelden bij Eaton's en Simpson's.
In 1896 noemde Eaton's zichzelf "Canada's Greatest Store". De winkel bleef groeien en er werden nieuwe gebouwen neergezet om de postorderafdeling en de fabrieken van Eaton te huisvesten. In 1911 waren er 17.500 mensen werkzaam bij Eaton. In 1919 besloegen de gebouwen van Eaton in Toronto een vloeroppervlak van ruim 240.000 m²   en besloeg meerdere stadsblokken tussen Yonge Street en Bay Street, ten noorden van Queen Street West.

## Winnipeg
Aan het begin van de 20e eeuw verkocht Eaton's veel in West-Canada via zijn catalogus. Eaton beschouwde Winnipeg, Manitoba, als de meest logische locatie voor een nieuw postordermagazijn om zijn klanten in het westen beter van dienst te kunnen zijn. Een winkel was oorspronkelijk niet in de plannen opgenomen.
John Craig Eaton, de zoon van Timothy Eaton, was een van de eerste voorstanders van de oprichting van een gecombineerde winkel en postorderbedrijf in Winnipeg. Hoewel Timothy Eaton aanvankelijk bedenkingen had om een winkel op 2.100 kilometer van Toronto te runnen, kon John Craig uiteindelijk zijn vader overtuigen. Eaton's kocht een stadsblok aan Portage Avenue bij Donald Street en de vijf verdiepingen tellende Eaton's-winkel werd op 15 juli 1905 met veel bombarie geopend. Timothy Eaton en zijn familie waren aanwezig bij de opening van de tweede Eaton's-winkel. De Winnipeg Daily Tribune kopte op de voorpagina: "De Canadese Napoleon van de detailhandel bereikt de hoofdstad – bekijkt zijn geweldige winkel voor het eerst – zeer tevreden".
De opvallende winkel van rode baksteen, door de inwoners van Winnipeg "the Big Store" genoemd, was een succes. Het oorspronkelijke personeelsbestand van 750 groeide binnen enkele weken na de opening naar 1.200. In 1910 werden er nog drie verdiepingen aan de winkel toegevoegd en werden er andere gebouwen neergezet. In 1919 besloegen de activiteiten van Eaton in Winnipeg 85.000 m²   en had 8.000 mensen in dienst.
Jarenlang werd de Eaton's-winkel in Winnipeg beschouwd als het succesvolste warenhuis ter wereld, vanwege de manier waarop het zijn lokale markt domineerde. Nog in de jaren 1960 schatte Canadian Magazine dat inwoners van Winnipeg meer dan 50 cent van elke dollar die ze aan boodschappen uitgaven (exclusief boodschappen) bij Eaton's uitgaven en dat op een drukke dag één op de tien inwoners van Winnipeg de winkel aan Portage Avenue bezocht.
De winkel werd op 17 oktober 1999 gesloten, samen met 36 andere Eaton-winkels. 

## Buitenlandse inkoopkantoren
Eaton's had twee inkoopkantoren in Europa: in Londen, op Warwick Lane 7, geopend in 1892; en in Parijs, op Rue Reaumur 103, geopend zes jaar later in 1898. 

## Marktleider in Canada

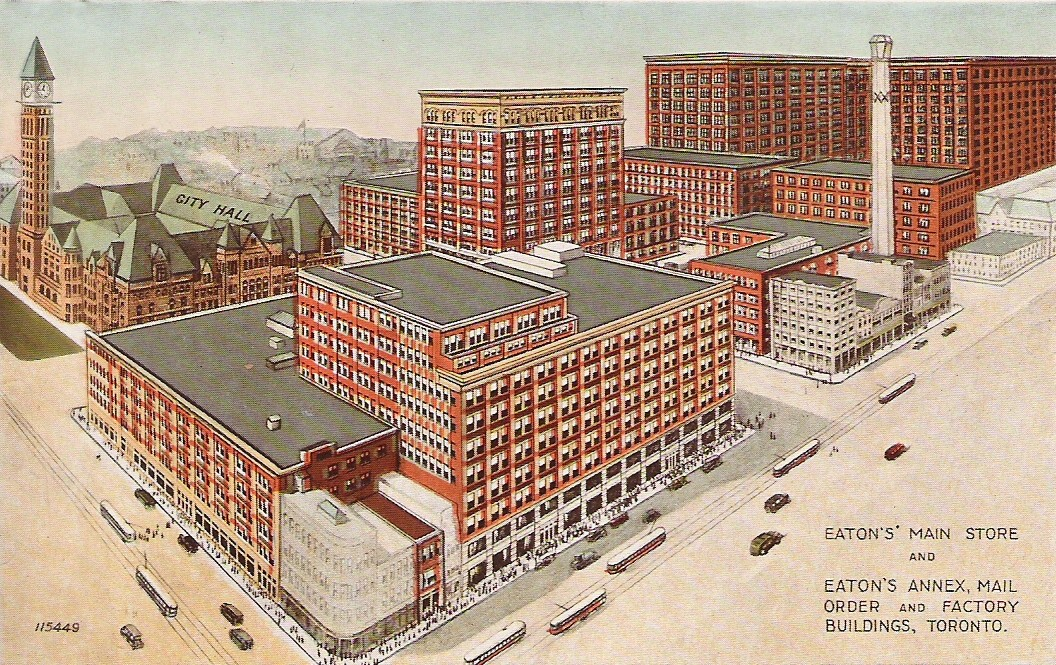
De winkel van Eaton, de Eaton's Annex, postorderbedrijven en fabrieken in Toronto, op de hoek van Yonge Street en Queen Street, in 1920.

Het succes van Eaton's zorgde voor een revolutie in de detailhandel in warenhuizen in Noord-Amerika. Amerikaanse retailers kwamen massaal naar de winkels aan Yonge Street en Portage Avenue om de werkwijze van Timothy Eaton ten zuiden van de grens te kopiëren. Tot in de jaren 1950 promootte Eaton zichzelf als de "grootste retailorganisatie in het Britse Rijk".
In 1905 schreef The Globe: "Er is nauwelijks een naam in Canada, met uitzondering van de premier, die zo bekend is bij het grote publiek als die van de heer Timothy Eaton." Timothy Eaton stierf in 1907 en werd opgevolgd door John Craig Eaton als president van T. Eaton Co. Limited. Het succes van het bedrijf werd onder zijn bestuur voortgezet.
In 1925 kocht Eaton's de Goodwin's-winkel in Montreal. In 1927 had Montreal een nieuwe Eaton-winkel met zes verdiepingen aan Saint Catherine Street, die in 1930 werd uitgebreid naar negen verdiepingen. In de loop van de tijd werden er ook in andere steden in het land Eaton-winkels geopend. Het bedrijf bood een groot aantal huismerkproducten aan, zoals een typemachine Silverette- van Silver Seiko Ltd. uit Japan, die van een Eaton-label werd voorzien.
In 1977 werd in het centrum van Toronto het Toronto Eaton Centre geopend. Dit centrum verving de twee eerdere Eaton-filialen in het centrum. Het complex, dat zich uitstrekt over 400 metres (1,300 200 m²) op meerdere verdiepingen tussen Dundas en Queen Streets en met 200 winkels, werd aan de noordkant verankerd door een negen verdiepingen tellende Eaton's-winkel.
Eaton verkocht huismerkapparaten onder het merk 'Viking'. Deze werden grotendeels door White geproduceerd. Veel producten werden verkocht onder de merknaam “TECO”, een acroniem voor Timothy Eaton Company. 

## Eatoncatalogus

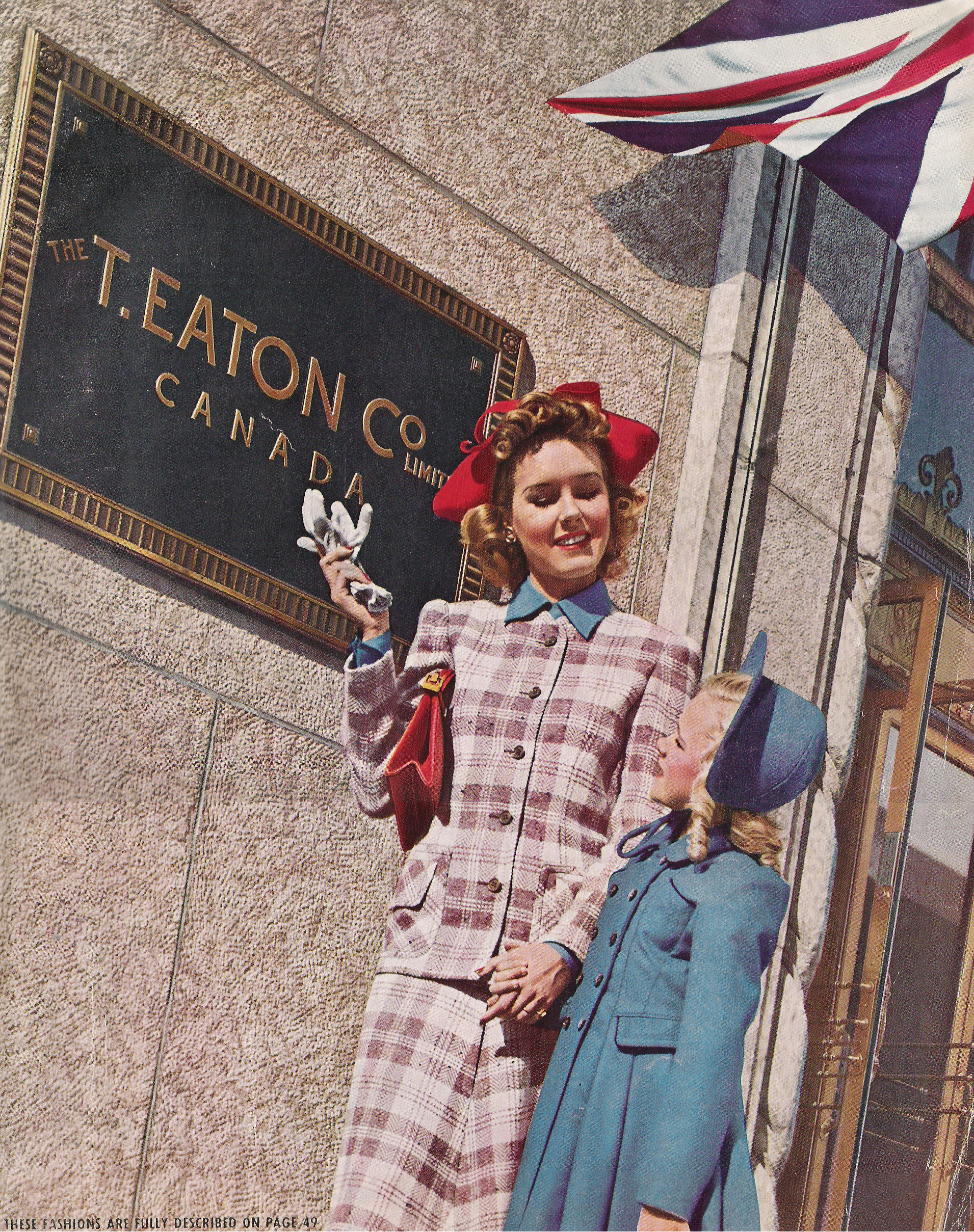
Eaton's lente- en zomercatalogus 1942

De eerste catalogus van Eaton was een boekje van 34 pagina's dat in 1884 werd uitgegeven. Naarmate Eaton's groeide, groeide ook de catalogus. In 1920 exploiteerde Eaton postordermagazijnen in Winnipeg, Toronto en Moncton om zijn catalogusklanten te bedienen. Ook werden er overal in het land kantoren voor catalogusbestellingen opgericht. In 1916 werd de eerste vestiging in Oakville geopend.
In een tijd waarin de Canadese bevolking voornamelijk op het platteland woonde en vaak in geïsoleerde nederzettingen woonde, bood de catalogus van Eaton een selectie van goederen die anders voor veel Canadezen niet beschikbaar zouden zijn, vergelijkbaar met de catalogus van Sears Roebuck in de Verenigde Staten. Het vervulde een belangrijke economische rol, omdat het lokale monopolies doorbrak en alle Canadezen toegang gaf tot dezelfde prijzen en keuzemogelijkheden als in sommige grotere steden. De catalogus bood van alles aan, van kleding tot landbouwwerktuigen. Sommige Canadezen kochten hun huis zelfs via de catalogus, waarbij Eaton hen alle benodigde materialen leverde om een geprefabriceerd huis te bouwen. Tegenwoordig zijn er nog steeds veel huizen uit de catalogus van Eaton te vinden in het hele land, voornamelijk in het westen.  
De catalogus werd een icoon van de Canadese cultuur en verscheen zelfs in veel werken uit de Canadese literatuur. In het autobiografische korte verhaal The Hockey Sweater van Roch Carrier vraagt een jonge jongen uit Quebec zijn moeder om een hockeyshirt van de Montreal Canadiens uit de catalogus van Eaton, maar krijgt in plaats daarvan een shirt van de Toronto Maple Leafs. Omdat het gezin Franstalig is, bestelt de moeder niet via de catalogusformulieren (die alleen in het Engels zijn), maar schrijft ze een briefje en stuurt ze geld naar het warenhuis. Vanwege de heersende taal- en culturele barrières tussen de Engels- en Franstalige Canadese bevolking, weet zijn familie niet dat het artikel geruild kan worden. Ze willen meneer Eaton niet beledigen door het artikel te retourneren. Hierdoor wordt Carrier door zijn leeftijdsgenoten buitengesloten.
Na verloop van tijd werd de catalogus minder winstgevend en in de jaren zeventig werd het zelfs verliesgevend. Naarmate de Canadese bevolking in de loop van de 20e eeuw steeds meer verstedelijkte, hadden Canadezen toegang tot een groter aantal lokale winkels en waren ze minder afhankelijk van catalogusaankopen. Halverwege de jaren zeventig werd geschat dat 60% van de klanten in de voorsteden van Canada binnen dertig minuten rijden van een Eaton-winkel woonde. Anderen gaven het management van Eaton de schuld van de mislukkingen van de catalogus en wezen op de vergelijkbare Simpsons-Sears-catalogus (later de Sears Canada-catalogus), die tot veel later werd voortgezet, hoewel deze nooit de iconische status of populariteit van de Eaton-catalogus genoot.
Tijdens een persconferentie op 14 januari 1976 maakte Eaton's bekend dat de lente-/zomercatalogus van 1976 hun laatste zou zijn. Als gevolg hiervan raakten 9000 medewerkers hun baan kwijt en sloten veel Eaton-cataloguswinkels in kleinere steden. Veel Canadezen waren in shock. In een opmerkelijk radiomoment opende Barbara Frum van CBC Radio 's As It Happens haar interview met Eaton's president Earl Orser met de vraag: "Meneer Orser, hoe kon u?"

## De Santa Claus Parade in Toronto

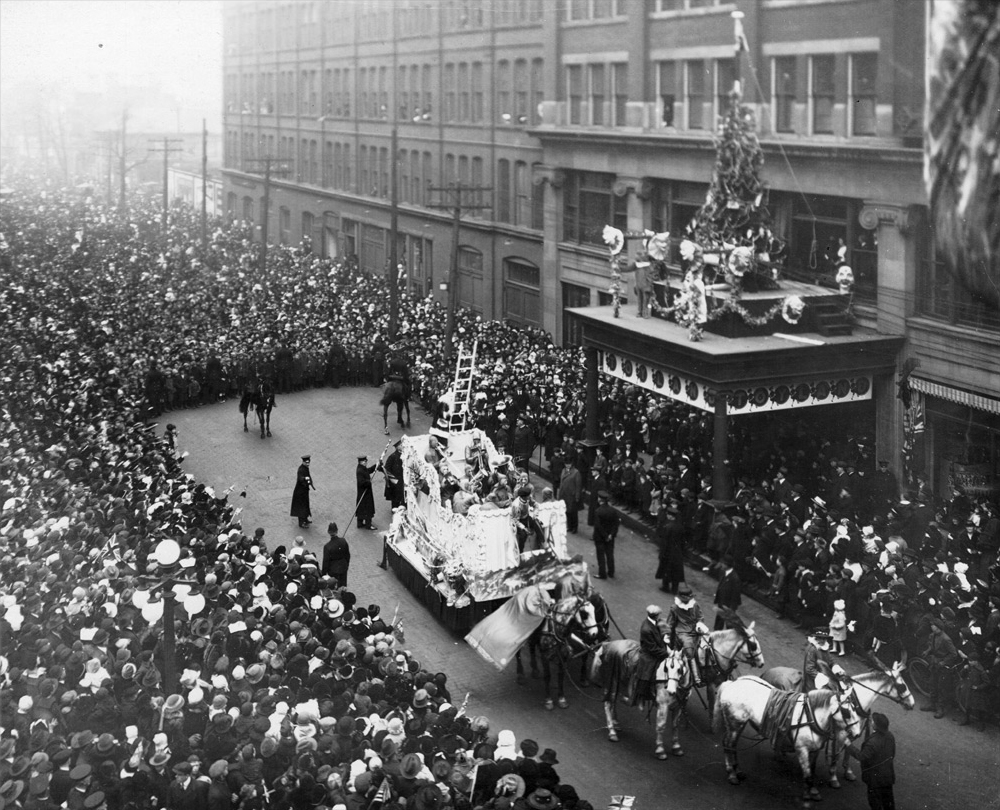
Eaton's Santa Claus Parade in Toronto, Ontario, Canada (1918). Aangekomen bij de winkel van Eaton, maakt de Kerstman zijn ladder klaar om het gebouw op te klimmen.

Eaton sponsorde de jaarlijkse Eaton's Santa Claus Parade in Toronto. De eerste parade vond plaats op 2 december 1905. Gedurende een aantal jaren werden de Eaton Santa Claus Parades ook gehouden in Winnipeg en Montreal.
In de jaren 1950 was de parade in Toronto de grootste van Noord-Amerika. De parade was ruim 2,5 kilometer lang en er deden duizenden mensen aan mee. In Canada werd de parade live uitgezonden op de radio en televisie. In de Verenigde Staten zond CBS Television de parade een aantal jaren uit.
Om de parade te promoten, publiceerde Eaton's een aantal boeken en platen over een zielig klein beertje genaamd Punkinhead (oorspronkelijk bedacht door Charles Thorson), die de sidekick van de Kerstman wordt en deelneemt aan de parade van de Kerstman. Een Punkinhead-personage werd vele jaren lang in de parade opgenomen. 
In augustus 1982 maakte Eaton's bekend dat het de Santa Claus Parade niet langer zou sponsoren vanwege de stijgende kosten. Een samenwerkingsverband van lokale bedrijven redde de parade, die nog steeds elk jaar plaatsvindt.

## Neergang

### Mislukte uitbreiding
In de jaren zeventig probeerde Eaton's zijn bereik in de Canadese detailhandel uit te breiden door een keten van discount- of 'junior' warenhuizen te openen met de naam Horizon. De Horizon-keten werd in 1978 gesloten.
In de jaren zeventig en tachtig was Eaton's via het Ontario Downtown Renewal Program van de provinciale overheid partner in de ontwikkeling van winkelcentra in de binnenstad van kleinere steden, met als doel de revitalisering van stadscentra te bevorderen. Omdat de keten de spil vormde van veel van deze winkelcentra, droegen deze vaak de naam "Eaton Centre". Bijna al deze winkelcentra – in steden als Sarnia, Brantford, Guelph en Peterborough – hadden te kampen met een hoog leegstandspercentage en weinig klanten, wat bijdroeg aan de financiële problemen van de winkels. 

### Voorstedelijke competitie
De economische recessie van begin jaren 1980 had gevolgen voor het bedrijf. Hudson's Bay Company, Sears Canada en Zellers snoepten allemaal marktaandeel af van Eaton. In de jaren 1990 breidden Amerikaanse retailers, met name Walmart, zich uit naar Canada, waardoor het voor Eaton steeds moeilijker werd om te concurreren.
De trends op het gebied van detailhandel en grondgebruik in de laatste decennia van de 20e eeuw waren niet gunstig voor Eaton. Traditionele warenhuizen, waaronder Eaton's, hadden een steeds kleiner wordend aandeel in de Canadese detailhandelsomzet, terwijl hypermarkten, zoals Wal-Mart en Zellers, en speciaalzaken hun aandeel in de detailhandelsomzet vergrootten. Door de opkomst van verstedelijking moesten de meeste winkelgebieden in de Canadese binnenstad (die historisch gezien werden gedomineerd door Eaton) hun detailhandelsomzet steeds meer delen met groeiende voorstedelijke winkelgebieden, waar Eaton slechts een van de vele concurrenten was.

### Mismanagement
Eatons problemen werden niet alleen veroorzaakt door externe factoren. Slecht management door de laatste twee generaties van de Eaton-familie droeg bij aan de ondergang van Eaton. Winkels die ooit een herkenningspunt in de steden waren, werden niet gerenoveerd. De nieuwe winkels van Eaton die sinds de jaren zestig werden gebouwd, waren nauwelijks te onderscheiden van andere winkelketens, waardoor de status van Eaton als trekpleister nog verder afnam.
Het einde van de catalogus en de Eaton Santa Claus-parades waren weliswaar kostenbesparende maatregelen, maar zorgden er ook voor dat Eaton niet langer dezelfde plek in de harten van de Canadezen had.
De keten, die zichzelf in de jaren 1940 en 1950 had aangeprezen als 'De winkel voor jong Canada', verloor het contact met jongere klanten en werd onbedoeld bekend als een keten die zich vooral richtte op oudere klanten. Eaton's stond ooit bekend om zijn superieure klantenservice (en zijn personeel werd met trots 'Eatonians' genoemd). In een poging om kosten te besparen, begon Eaton's echter te bezuinigen op het aantal verkopers en het opleiden van personeel. Een keten die ooit trots was op haar inkoopkantoren over de hele wereld en op de unieke en diverse goederen die zij haar klanten bood, had in de tweede helft van de twintigste eeuw te maken met een ouderwetse toeleveringsketen en een chaotische en verwarrende benadering van de merchandising.
In een bijzonder rampzalige zet stapte Eaton in 1991 over op een 'Everyday Value Pricing'-strategie (ook bekend als 'Eaton Value'). Dit betekende dat alle kortingen en uitverkopen, inclusief de beroemde Trans-Canada Sale van Eaton, werden afgeschaft. De strategie joeg al snel klanten weg, maar werd vier jaar lang volgehouden voordat er definitief mee werd gestopt.
Toen Eaton in 1997 het succes van The Bay in de duurdere detailhandel zag, haalde het bedrijf zijn CEO George Kosich over om te proberen de strategie te kopiëren. Hudson's Bay Company spande een rechtszaak aan en stelde dat Kosich zijn arbeidsovereenkomst had geschonden. Eaton's had ook een rechtszaak aangespannen tegen HBC omdat het bedrijf een aantal leidinggevenden had weggekaapt. Afgezien van die controverse was de nieuwe retailstrategie niet alleen onsuccesvol, maar bood het concurrent Sears Canada ook de kans om door te dringen tot het marktsegment dat lange tijd werd gedomineerd door Eaton. Kosich trad in 1998 af en werd vervangen door voorzitter Brent Ballantyne. 

## Faillissement

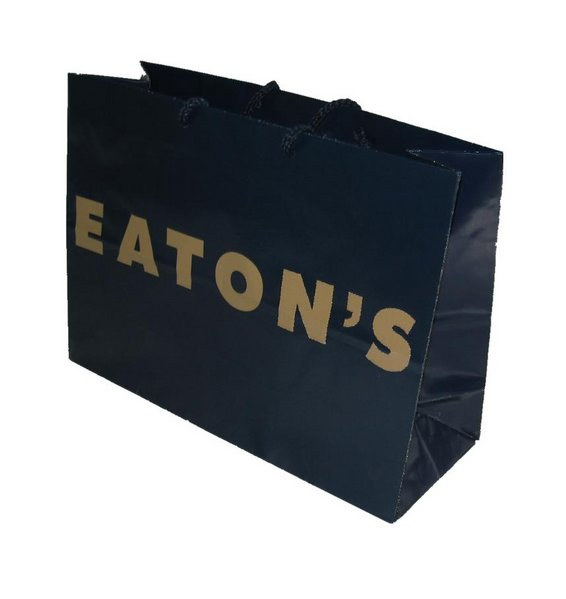
Een tas van Eaton, circa 1997

De keten, die in 1930 nog bijna 60% van de totale omzet van warenhuizen in Canada in handen had, was in 1997 teruggebracht tot een marktaandeel van 10,6%. T. Eaton Co. vroeg in 1997 voor het eerst faillissementsbescherming aan. Destijds telde het bedrijf naar schatting 24.500 werknemers en meer dan 90 verkooppunten. Het plan was om 31 slecht presterende winkels te sluiten, waaronder twee derde van de winkels in Alberta. Eaton beperkte het aantal winkelsluitingen echter tot 17. George Eaton, de laatste telg uit de familie die betrokken was bij het management, trad in 1997 af als CEO en werd opgevolgd door George Kosich. In september van dat jaar keurden de schuldeisers het herstructureringsplan goed.
In 1998 trad George Kosich af als voorzitter van de raad van bestuur en werd opgevolgd door Brent Ballantyne, onder wie het bedrijf voor het eerst in zijn geschiedenis naar de beurs ging, waarbij 11,7 miljoen gewone aandelen werden uitgegeven van $ 15 per stuk, terwijl de familie Eaton de controle behield met een belang van 51 procent.
Na 130 jaar ging de keten in 1999 definitief ten onder. Hoewel het bedrijf zijn winkels had verkleind, sloot het jaar 1998 af met een nettoverlies van $ 72 miljoen. Er werden verdere sluitingen en een herstructureringsplan aangekondigd. Dit mislukte en het bedrijf ging in augustus 1999 failliet. Er waren destijds 64 warenhuizen, twee woonwinkels en één magazijn.
Eind oktober 1999 waren bijna alle winkels van Eaton geliquideerd en gesloten. De enige winkels met de naam Eaton die op dat moment nog in het land over waren, waren vijf voorstedelijke locaties in de Brentwood Mall, St. Vital Centre, Galeries de la Capitale, Westmount Shopping Centre en Sherway Gardens die werden geëxploiteerd door Sears Canada terwijl ze wachtten op goedkeuring om ze officieel over te nemen. Begin oktober 1999 ging Sears weer over op de normale prijzen voor de goederen in deze vijf winkels (nog steeds onder de vlag van Eaton), terwijl de rest van de keten, gerund door T. Eaton Co., parallel daaraan haar liquidatieverkoop in de andere vestigingen voortzette met goederen tot wel 70% korting.

### Overname door Sears

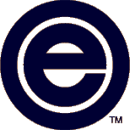
Eaton's logo van een kleine letter e, gebruikt van 1998 tot 2002

In september 1999 kocht Sears Canada alle aandelen van T. Eaton Co., acht van haar winkels, met de optie om er nog vijf te kopen, en de naam, handelsmerken, merken en website van Eaton in een deal van $ 30 miljoen. In oktober 1999 voegde Sears Canada vijf winkels in het stadscentrum toe aan de voorstedelijke locaties die het eerder in september had gekocht, met een optie om nog een Eaton-vestiging te kopen. De overname van de activa van Eaton door Sears Canada werd officieel goedgekeurd in november 1999. De tien vestigingen in de voorsteden die Sears Canada zou overnemen, zouden worden omgebouwd naar Sears-winkels, terwijl de zes winkels in het stadscentrum onder de naam Eaton zouden opereren. Later werd echter besloten dat de vestiging in de buitenwijk Yorkdale zou worden gerund als een Eaton's-winkel in plaats van een Sears-winkel, in tegenstelling tot wat oorspronkelijk was gesteld, waardoor het aantal Eaton's-filialen op zeven kwam. De meeste vestigingen die Sears Canada had overgenomen, werden in oktober 1999 door de T. Eaton Company zelf gesloten, voordat ze werden gerenoveerd en uiteindelijk weer werden geopend als Sears- of Eaton-winkels. Vijf van de vestigingen in de voorsteden zouden echter direct worden omgedoopt tot Sears-winkels, zonder dat ze gesloten zouden worden. Bovendien werden de voorstedelijke locaties in het Scarborough Town Centre en het Halifax Shopping Centre overgenomen om de bestaande Sears-winkels met hun werknemers te verplaatsen naar de veel grotere voormalige Eaton's-ruimtes van dezelfde winkelcentra (dit was ook het oorspronkelijke plan voor Yorkdale). Ten slotte werd in december 1999 aangekondigd dat twee huurcontracten van  Eaton's-winkels in het Guildford Town Centre en het Don Mills Centre, zouden worden omgebouwd tot Sears-winkels, maar deze twee waren afzonderlijke overeenkomsten met de verhuurders van de respectieve winkelcentra en maakten als zodanig geen deel uit van de zestien locaties die Sears Canada van T. Eaton Company had overgenomen. 
Via de nieuwe keten Eaton's had Sears een aantal toplocaties in Toronto (in het Eaton Centre en in het Yorkdale), Vancouver (in het Pacific Centre), Victoria (in het  Eaton Centre), Winnipeg (in het Polo Park), Ottawa (in het  Rideau Centre) en Calgary (in het Eaton Centre). Sears wilde de voormalige winkel in het centrum van Montreal overnemen, maar verloor daarbij van Les Ailes de la Mode. Sears had grote ambities voor zijn zeven Eaton-winkels, waaronder het uitrusten met spa's, entertainment, restaurants, persoonlijke winkelassistenten en merkartikelen. Ook de catalogus en de website van Eaton zouden opnieuw worden gelanceerd. Sears had echter moeite om merkproducten te vinden die pasten bij het imago van de nieuwe keten. Dit kwam vooral door het faillissement van Eaton. Ook was er twijfel over het vermogen van Sears om een keten in het hogere segment te runnen, aangezien hun producten tot voor kort van lagere prijs en kwaliteit waren vergeleken met de oude Eaton's en The Bay. George Heller, destijds president van het concurrerende warenhuis The Bay, waarschuwde leveranciers publiekelijk om het nieuwe Eaton's geen producten te leveren. Veel merken uit het midden- en hogere segment, vooral in de kledingsector, vreesden represailles en vermeden het nieuwe Eaton's.
De opening van het nieuwe Eaton's stond gepland voor 1 september 2000, maar werd drie keer uitgesteld. Uiteindelijk ging het op 25 november open. Eaton's had daardoor een groot deel van de lucratieve feestdagen gemist en opende de winkel met producten die al in de aanbieding waren. De bouw verliep chaotisch; alle winkels werden onafgemaakt geopend en de renovatie zou tot ver in 2001 duren.
Het experiment met zeven winkels was niet succesvol en Paul Walters, de president van Sears Canada, werd gedwongen af te treden. Hij werd vervangen door Mark Cohen, een voormalige rivaal en directeur van Sears Roebuck uit de VS, die Sears boven Eaton's plaatste en drastisch bezuinigde op prijsverlagingsstrategieën. In maart 2001 maakte Sears bekend dat ze zouden stoppen met de publicatie van de onlangs heropgerichte Eaton-catalogus "wegens gebrek aan belangstelling". Hoewel Mark Cohen in juni 2001 officieel aankondigde dat de keten Eaton's een indrukwekkend herstel had doorgemaakt, liet hij de naam 'Eaton's' in 2002 varen.
Van de zeven locaties die bij dit experiment betrokken waren, werden die in Winnipeg en Victoria, die zich dicht bij bestaande Sears-winkels bevonden (en in het geval van Winnipeg in hetzelfde winkelcentrum), verkocht aan het concurrerende warenhuis The Bay. In Yorkdale was ook al een Sears gevestigd (en ook The Bay), dus werd de ruimte van Eaton herontwikkeld voor kleinere retailers. De vier overgebleven vestigingen kregen de naam Sears, maar werden uiteindelijk allemaal gesloten tussen 2008 en 2015, omdat Sears zelf in de problemen kwam. Deze ruimtes werden vervolgens voornamelijk overgenomen door Holt Renfrew (Calgary) en Nordstrom (in Ottawa, Vancouver en het centrum van Toronto), hoewel Sears Canada de bovenste verdiepingen van de voormalige locatie van het Toronto Eaton Centre behield voor zijn hoofdkantoor.
De moeilijkheden van Sears Canada hielden aan in de jaren 2010; het bedrijf vroeg in juni 2017 uitstel van betaling aan, waardoor het gedwongen werd om al zijn winkels in oktober van dat jaar te liquideren. Op 14 januari 2018 ging Sears Canada failliet en werden alle resterende winkels definitief gesloten. Het bedrijf onderging hetzelfde lot als Eaton's 19 jaar eerder.

## Nalatenschap
Eaton heeft de detailhandel in Canada getransformeerd en de methoden van Eaton werden gretig omarmd door retailers over de hele wereld. Veel verkoop- en servicebenaderingen die klanten tegenwoordig als vanzelfsprekend beschouwen, werden oorspronkelijk gepopulariseerd door Timothy Eaton en zijn winkel.
Veel Canadezen, vooral oudere Canadezen, hebben goede herinneringen aan de Eaton-winkels en de catalogus. Er zijn maar weinig bedrijven die zo'n sterke emotie oproepen bij Canadezen als Eaton.
Twee winkelcentra in Canada worden nog steeds Eaton Centres genoemd, namelijk het Toronto Eaton Centre en het Montreal Eaton Centre. Deze centra bevinden zich in de binnenstad van deze steden. Het Toronto Eaton Centre is een toeristische attractie in Toronto, met meer dan een miljoen bezoekers per week.

### Architectuur

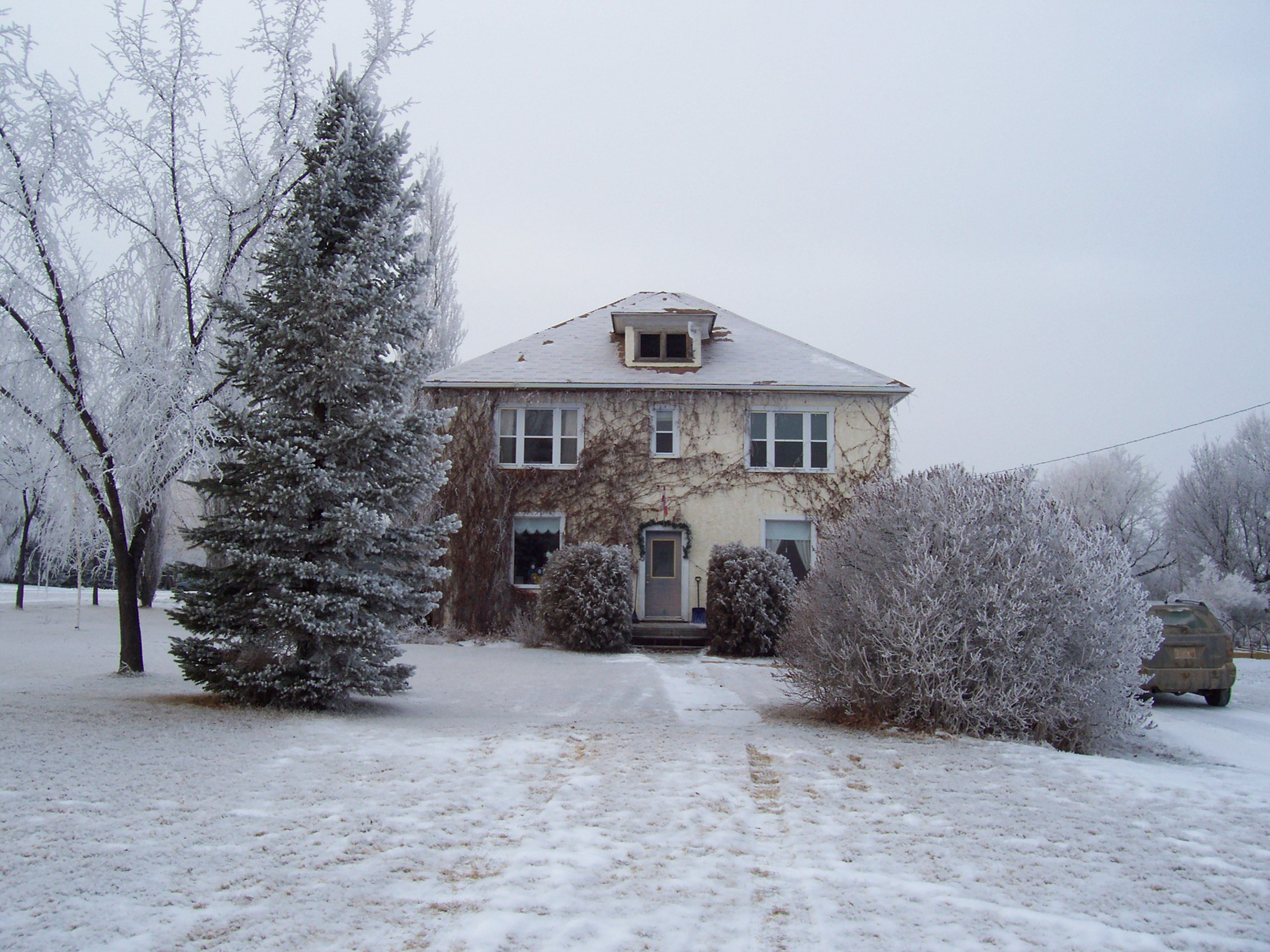
Het Neils Hogensonhuis werd in 1917 gebouwd en werd besteld via de Eaton-catalogus en als bouwpakket verzonden. Dit voorbeeld bevindt zich in Stirling, Alberta.

Eaton's laat een architectonisch erfgoed achter, voornamelijk via het werk van het architectenbureau Ross and Macdonald. Eaton's warenhuis aan College Street in Toronto, geopend in 1930, is een zeer gewaardeerd Art Deco- gebouw en wordt momenteel gebruikt als winkel-, kantoor- en wooncomplex. De zevende verdieping, waar het Eaton Auditorium en het restaurant Round Room zich bevinden, is onlangs gerestaureerd en fungeert nu als evenementenlocatie The Carlu. In 1971 werd door Eaton en projectontwikkelaar John Maryon een voorstel gedaan voor de bouw van de Eaton's/John Maryon Tower nabij Eaton's College Street, maar deze is nooit gebouwd.
Een ander monument dat door Ross en Macdonald is ontworpen, is de voormalige Eaton's-winkel in het centrum van Saskatoon. Het doet nu dienst als kantoor van de schoolraad van Saskatoon, nadat Eaton's in de jaren 1960 naar het Midtown Plaza verhuisde. Hier was tientallen jaren lang een warenhuis van Army &amp; Navy gevestigd.
Na de ondergang van Eaton's werden de meeste winkels omgebouwd tot andere winkels of voor een andere functie benut. De winkel in het centrum van Winnipeg zorgde echter voor de meeste controverse. Toen de winkel eind 1999 werd leeggehaald, werden verschillende alternatieve bestemmingen voor het gebouw overwogen (waaronder woonappartementen). Uiteindelijk werden deze allemaal afgewezen. Na een zeer emotioneel maatschappelijk debat, waarbij in 2001 honderden mensen de 'Big Store' omhelsden, werd de winkel in 2002 gesloopt om plaats te maken voor een hockeystadion, het MTS Centre. Om de geschiedenis eer aan te doen, werden rode bakstenen verwerkt in het ontwerp van de voorgevel van de arena. Deze bakstenen herinneren aan de Eaton-winkel die ooit aan Portage Avenue stond.

### Standbeeld van Timothy Eaton

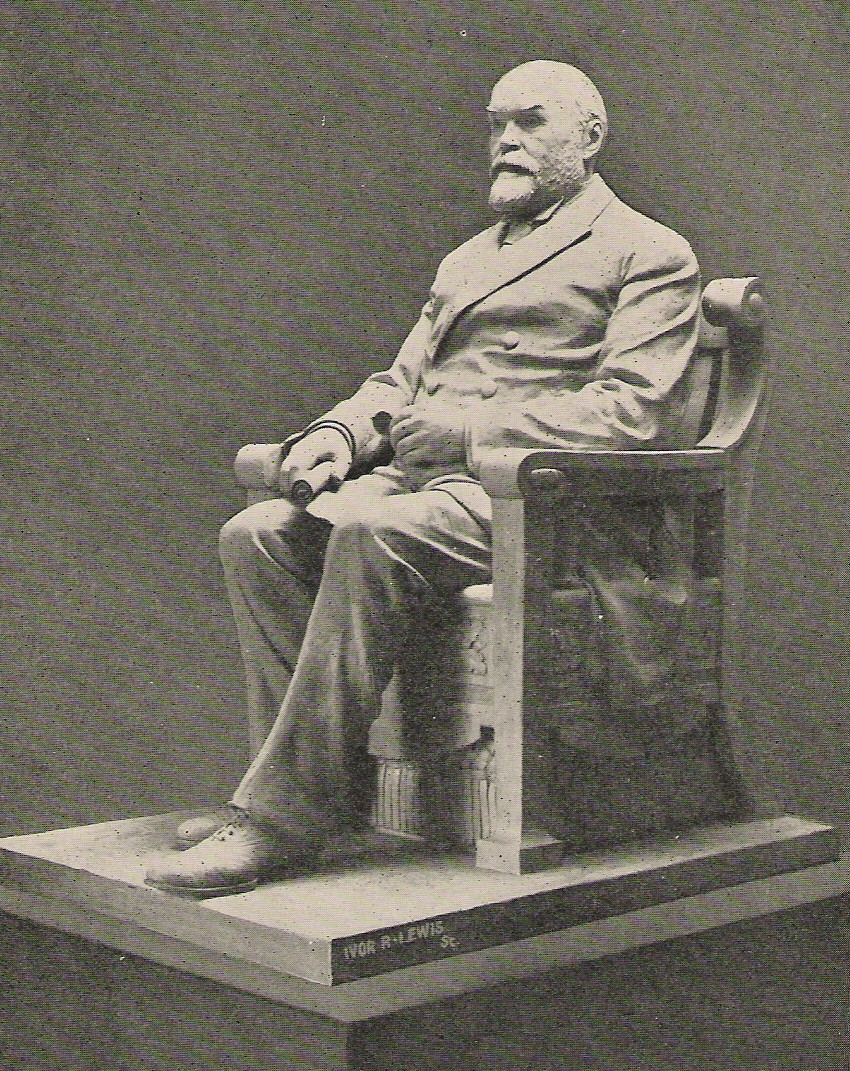
Bronzen standbeeld van Timothy Eaton in Toronto in 1919

In 1919 doneerden Eaton-werknemers twee levensgrote beelden van Timothy Eaton aan de winkels in Toronto en Winnipeg, ter ere van het 50-jarig bestaan van het bedrijf. Het standbeeld van Toronto wordt nu tentoongesteld in het Royal Ontario Museum. Het standbeeld van Winnipeg stond na 1999 een aantal jaar in de Polo Park Mall, een winkelcentrum in de buitenwijk, totdat de Hudson's Bay Company daar een Bay-winkel opende en het standbeeld van zijn voormalige concurrent wilde laten verwijderen. Na een geschil met de familie Eaton, die het beeld naar St Marys in Ontario wilde verplaatsen, verklaarde de regering van Manitoba het tot provinciaal erfgoed. Het staat nu in het belangrijkste stadion van de stad, het Canada Life Centre, één verdieping hoger dan vrijwel dezelfde plek waar het in het oude warenhuis stond. Mensen wreven vaak over de punt van de linkerschoen van het beeld, omdat sommigen geloven dat dit geluk brengt. Hierdoor glanst de teen veel meer dan de rest van het beeld.

### Mislukte herintroductie van catalogus
Begin 2008 berichtte The Globe and Mail over een mogelijke heropleving van het merk Eaton door Sears Canada. Het bedrijf overwoog de verdwenen catalogus nieuw leven in te blazen met een online aanwezigheid. De intellectuele eigendomsafdeling van de keten diende een aanvraag in voor nieuwe handelsmerken met de naam "Timothy Eaton" en bleef tot begin 2009 proberen deze te registreren. Het handelsmerk was verlopen en werd vanaf eind 2013 niet meer gebruikt.
In december 2016, een paar maanden voordat het bedrijf een aanvraag indiende voor bescherming tegen schuldeisers en de daaropvolgende liquidatie, verkocht Sears Canada de resterende intellectuele eigendommen van Eaton aan een bedrijf dat gelieerd is aan Cadillac Fairview, de huidige eigenaar van het Toronto Eaton Centre.